# Xurde Álvarez Fernández
Xurde Álvarez Fernández   (Sama, 15 de gener de 1973) és un escriptor asturià. La seva novel·la Al fons de la memòria de Déu, traduïda i publicada en català el 2023, explica la història d'una família durant una de les vagues més llargues de la indústria metal·lúrgica asturiana, des del novembre de 1932 a l'agost del 1933.

## Obra publicada

### Narrativa
- De madre a hija. Artnalón Letras, 1996.
- No fondero de l'alcordanza de Dios. Ediciones Trabe, 2004. ISBN 84-8053-310-2[4]
- Si'l temblor niega'l fríu. Ediciones Trabe, 2014. ISBN 978-84-8053-737-7

### Poesia
- La sema. Ediciones Trabe, 1999. ISBN 84-8053-123-1
- Tierra d'esperanza. Ediciones Trabe, 2008. ISBN 84-8053-465-6 i ISBN 978-84-8053-465-9
- La caída. Ediciones Trabe, 2008. ISBN 84-8053-524-5 i ISBN 978-84-8053-524-3
- Lo escrito nel silenciu. Amazon, 2015. ISBN 9781508419693

### Teatre
- Les llames del to llar antiguu. Premi de Teatre 2004 de l'Acadèmia de la Llengua Asturiana. Academia de la Llingua Asturiana, 2005. ISBN 84-8168-377-9